# Carpilis ferruginea
Carpilis ferruginea är en insektsart som beskrevs av Carl Stål 1874. Carpilis ferruginea ingår i släktet Carpilis och familjen Rhyparochromidae. Inga underarter finns listade i Catalogue of Life.